# مسجد ریگ مجومرد
مسجد ریگ مجومرد (مسجد شیخ کبیر) مربوط به دوره تیموریان است. مسجد ریگ مجومرد واقع در استان یزد است. این بنا تا سال‌ها در زیر شن‌های روان مدفون بود و در سال ۱۳۷۰ به‌طور اتفاقی کشف شد. این اثر در تاریخ ۴ مرداد ۱۳۷۸ با شمارهٔ ثبت ۲۴۰۲ به‌عنوان یکی از آثار ملی ایران به ثبت رسیده است. کاشی کاری های قبور موجود در این مسجد به نحوی است که به خط نسخ خوش بر کاشی معرق ابیاتی وجود دارد.